# Аппер-Мілфорд Тауншип (округ Лігай, Пенсільванія)
Аппер-Мілфорд Тауншип (англ. Upper Milford Township) — селище (англ. township) в США, в окрузі Лігай штату Пенсільванія. Населення — 7777 осіб (2020).

## Демографія
Згідно з переписом 2010 року, у селищі мешкали 7292 особи в 2793 домогосподарствах у складі 2191 родини. Було 2931 помешкання
Расовий склад населення:
| - 96,6 % — білих - 1,2 % — азіатів - 0,4 % — чорних або афроамериканців - 0,1 % — вихідців з тихоокеанських островів - 0,1 % — корінних американців |

До двох чи більше рас належало 1,2 %. Частка іспаномовних становила 2,3 % від усіх жителів.
За віковим діапазоном населення розподілялося таким чином: 20,2 % — особи молодші 18 років, 64,3 % — особи у віці 18—64 років, 15,5 % — особи у віці 65 років та старші. Медіана віку мешканця становила 46,3 року. На 100 осіб жіночої статі у селищі припадало 101,1 чоловіків;  на 100 жінок у віці від 18 років та старших — 99,4 чоловіків також старших 18 років.
Середній дохід на одне домашнє господарство  становив 102 604 долари США (медіана — 78 600), а середній дохід на одну сім'ю — 114 070 доларів (медіана — 88 664). Медіана доходів становила 53 299 доларів для чоловіків та 47 898 доларів для жінок. За межею бідності перебувало 5,4 % осіб, у тому числі 10,5 % дітей у віці до 18 років та 4,9 % осіб у віці 65 років та старших.
Цивільне працевлаштоване населення становило 4145 осіб. Основні галузі зайнятості: освіта, охорона здоров'я та соціальна допомога — 27,6 %, виробництво — 16,4 %, будівництво — 11,4 %, роздрібна торгівля — 10,7 %.